# Умберто Каньї
Умберто Каньї (італ. Umberto Cagni di Bu Meliana, 24 лютого 1863, Асті - 22 квітня 1932, Генуя) - італійський адмірал, політик та полярний дослідник.

## Біографія
Умберто Каньї народився 24 лютого 1896 року в Асті, в сім'ї генерала та письменника Манфредо Каньї. У 1877 році, у віці 14 років вступив до військово-морської школи в Неаполі, де провчився три роки. Продовжив навчання у військово-морській Генуї, яку закінчив у 1881 році у званні гардемарина. 

### Початок служби
Після нетривалої служби на борту броненосця «Сан Мартіно» Умберто Каньї протягом 1882-1885 років взяв участь у навколосвітньому поході на борту корвета «Веттор Пізані». Під час походу отримав звання молодшого лейтенанта. Протягом 1887-1889 років брав участь в кампанії в Африці в Червоному морі, під час якої був нагороджений Бронзовою медаллю «За військову доблесть» та отримав звання лейтенанта.
У 1889 році Умберто Каньї вперше зустрівся з принцом Луїджі Амедео ді Савоя, з яким в подальшому разом служив та здійснив низку подорожей.
Надалі служив на борту крейсера «Амеріго Веспуччі», броненосця «Лепанто», потім командував декількома канонерськими човнами. У 1893 році був призначений ад'ютантом Луїджі Амедео. Протягом 1894-1896 років у званні капітана III рангу здійснив навколосвітню подорож на борту крейсера «Крістофоро Коломбо».
У 1897 році Умберто Каньї брав участь в експедиції Луїджі Амедео на Аляску, під час якої було підкорено вершину
Святого Іллі.

### Експедиція до Північного полюса

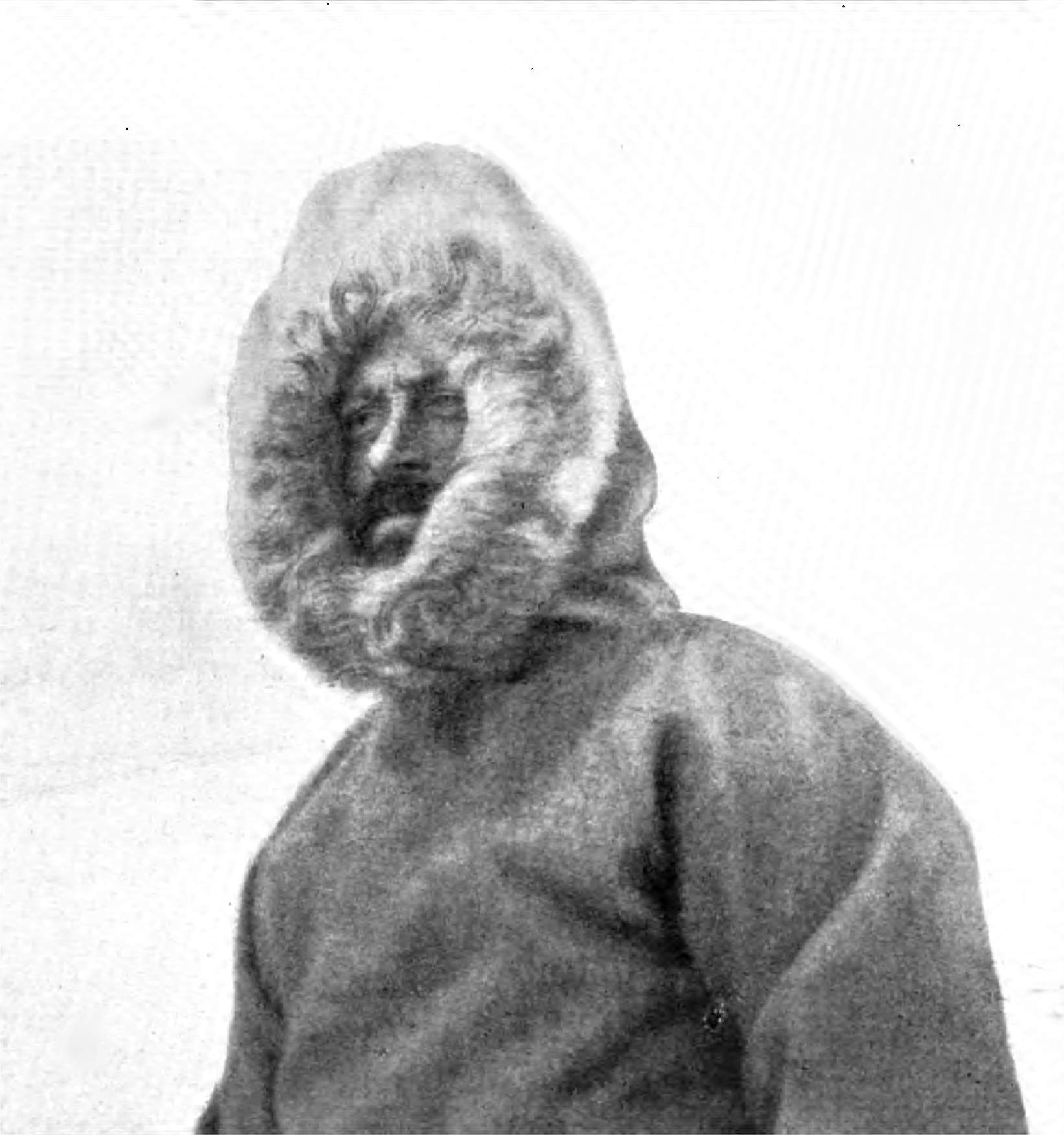

У 1899 році Луїджі Амедео організував подорож в Арктику, метою якої було досягнути Північного полюса. 12 червня 1899 року китобійне судно «Стелла Поларе» вирушило з Християнії до острова Рудольфа, що входить до складу Землі Франца-Йосифа. На борту корабля, крім Луїджі Амедео та Умберто Каньї, було 12 італійців та вісім норвежців. У бухті Тепліц учасники експедиції заснували базу для зимівлі. 
Протягом зимівлі «Стелла Поларе» була частково зруйнована льодами, а Луїджі Амедео відморозив два пальці, і їх довелось ампутувати. Оскільки Луїджі Амедео вже не міг очолити похід до полюса, ця задача була доручена Умберто Каньї.
11 березня 1900 року три групи вирушили в похід до полюса. На санках, запряжених собаками, вони везли продукти та необхідні матеріали. Дві перші групи мали забезпечувати підтримку основної групи, проте за декілька днів, втративши трьох чоловік, повернулись у базовий табір. Основна група з 4 чоловік, якою керував Каньї, мала запаси їжі на 3 місяці. 25 квітня експедиція досягла точки з координатами 86°33′49″ пн. ш. 65°0′0″ сх. д. / 86.56361° пн. ш. 65.00000° сх. д., за 381 км від полюса, на 35 км перевершивши досягнення експедиції Нансена. Зрозумівши, що полюсу досягнути не вдасться, експедиція повернула назад. Через 10 днів походу група покинула майже все спорядження, залишивши лише одну палатку, 12 собак та найнеобхідніші речі. Вона повернулась в бухту Тепліц 23 червня, через 12 днів після прогнозованого дня закінчення припасів. За 104 дні експедиція пройшла 1 100 км.

### Італійсько-турецька війна

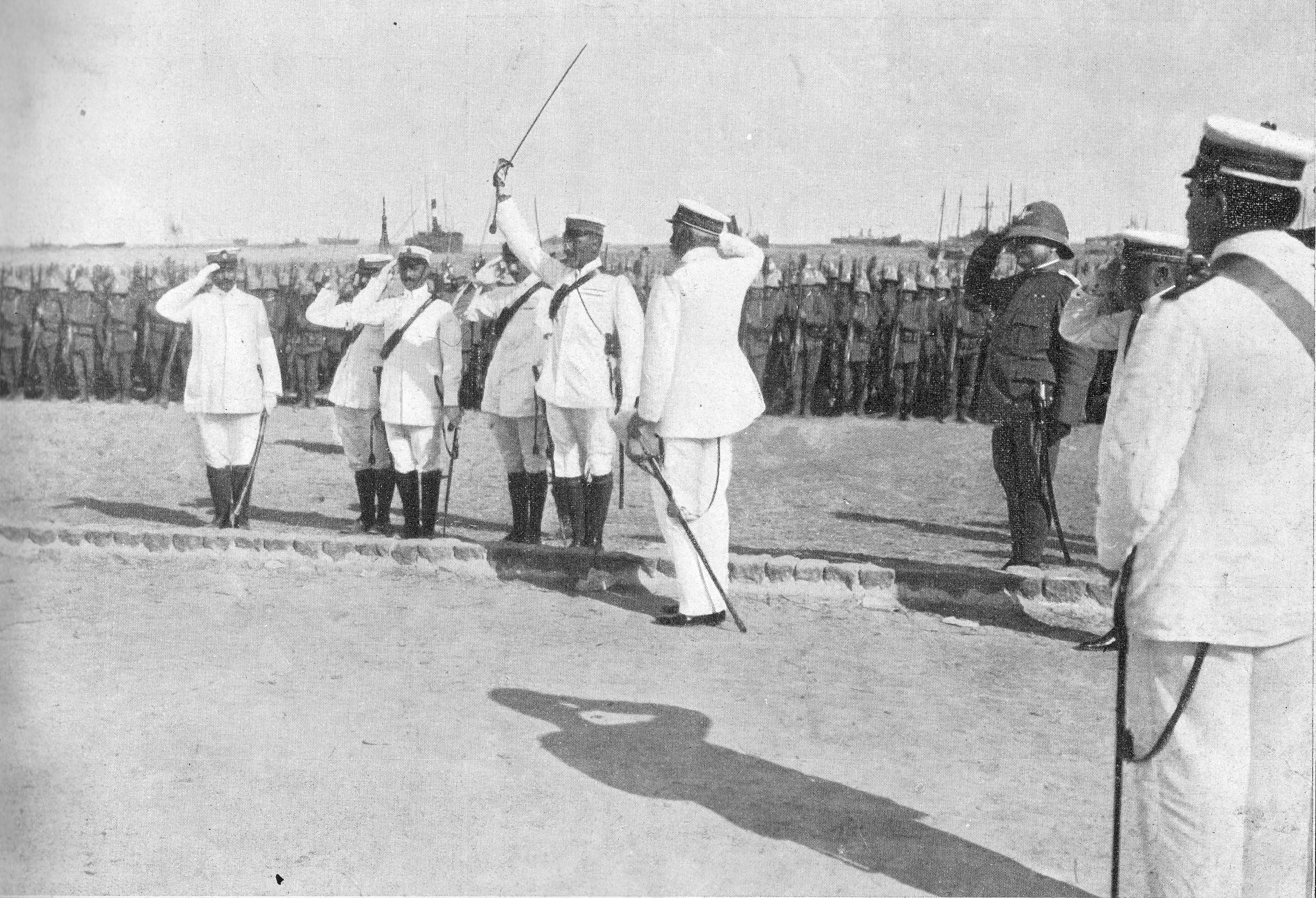
Луїджі Фаравеллі та Умберто Каньї в Триполі

Після тріумфального повернення до Італії Умберто Каньї продовжив службу на флоті. У 1902 році він отримав звання капітана II рангу і був призначений почесним ад'ютантом короля Віктора Емануїла III. Командував 2-им дивізіоном есмінців.  
У 1906 році отримав звання капітана I рангу. Того ж року знову взяв участь в експедиції Луїджі Амедео на Рувензорі, проте захворів на малярію і не зміг піднятись на головну вершину.
У 1907 році призначений капітаном новозбудованого броненосця «Наполі». У 1908 році брав участь у рятувальній операції після Мессінського землетрусу.
Під час італійсько-турецької війни (1911-1912) Умберто Каньї командував броненосцем «Ре Умберто». Брав участь в обстрілах ворожих укріплень в Триполі, потім у десантній операції з окупації міста. За виявлену при цьому мужність був нагороджений Савойським військовим орденом. Пізніше, у 1929 році, отримав титул «граф Бу Меліана», за назвою місцевості, де проходило десантування.
За військові заслуги під час війни у грудні 1911 року отримав звання контрадмірала. У 1913 році командував військовим арсеналом Венеції, пізніше дивізією крейсерів із флагманським кораблем «Сан-Джорджо».

### Перша світова війна
Під час Першої світової війни Умберто Каньї командував дивізією крейсерів (флагманський корабель - «Піза»), що базувалась у Венеції. Дивізія здійснювала в основному вогневу підтримку армії вздовж узбережжя. Він першим висунув ідею будівництва плавучих батарей, які згодом були виготовлені в арсеналі Венеції.
У квітні 1916 року дивізія була передислокована у Валону, у червні того ж року у Бріндізі. Того ж року отримав звання віцеадмірала.
Після закінчення війни у листопаді 1918 року був призначений командувачем окупаційних сил у місті Пола. Він перебував там до моменту укладення Версальського договору у 1919 році.

### Післявоєнна діяльність
У 1919 році Умберто Каньї був призначений сенатором. Протягом 1920-1922 років командував з'єднанням італійського флоту в Середземному морі. Потім був президентом Вищої ради військово-морських сил (італ. Consiglio superiore di Marina).
У 1923 році вийшов у запас. У 1923 році отримав звання віцеадмірала флоту (італ. vice ammiraglio di armata), у 1926 році - адмірала флоту (італ. ammiraglio di armata).
Протягом 1926-1929 років був президентом автономного консорціуму порту Генуї (італ. Consorzio autonomo delporto di Genova).
Помер 22 квітня 1932 року в Генуї. Похований у рідному місті Асті.

## Вшанування
- На честь Умберто Каньї названі багато вулиць та площ в італійських містах.
- На честь Умберто Каньї названа бухта на південному заході острова Джексона.
- Італійський поет та драматург Габріеле д'Аннунціо присвятив Умберто Каньї вірш зі збірки «Merope. Canti della guerra d'oltremare».
- На честь Умберто Каньї названий підводний човен, що перебував на службі протягом 1941-1948 років.

## Нагороди
- Великий офіцер Савойського військового ордена
- Командор Савойського військового ордена
- Кавалер Савойського цивільного ордена
- Кавалер Ордена Святих Маврикія та Лазаря
- Офіцер Ордена Святих Маврикія та Лазаря
- Командор Ордена Святих Маврикія та Лазаря
- Великий офіцер Ордена Святих Маврикія та Лазаря
- Кавалер Ордена Корони Італії
- Офіцер Ордена Корони Італії
- Командор Ордена Корони Італії
- Великий офіцер Ордена Корони Італії
- Бронзова медаль «За військову доблесть»
- Срібна медаль «За військову доблесть»
- Хрест «За військові заслуги» (нагороджений двічі)
- Пам'ятна медаль за кампанії в Африці
- Пам'ятна медаль італійсько-турецької війни 1911—1912
- Пам'ятна медаль Італо-австрійської війни 1915—1918
- Маврикіанська медаль заслуг за 10 п'ятиліть бездоганної військової кар'єри
- Золотий хрест за вислугу років
- Пам'ятна медаль за рятувальну операцію під час землетрусу 1908 року
- Медаль «В пам'ять об'єднання Італії»
- Почесна медаль за довголітнє судноводіння